# Casa do Mandarim
A Casa do Mandarim (chinês: 鄭家大屋) é um complexo residencial histórico situado em São Lourenço, na Região Administrativa Especial de Macau da República Popular da China. A residência pertenceu ao teórico reformador da dinastia Qing, Zheng Guanying (1842-1921), que concluiu nela a sua obra-prima Shengshi Weiyan (Advertências em Tempos de Prosperidade). A Casa do Mandarim tem uma área total de 4 000 m², sendo considerada uma das maiores habitações unifamiliares de Macau.

## História
A Casa do Mandarim foi construída em 1869 (no oitavo ano do reinado do imperador Tongzhi) por Zheng Wenrui, o pai de Zheng Guanyin. Zheng Guanying e seus irmãos continuaram a projetar e ampliar a residência. O complexo residencial foi construído com base no estilo de Cantão, sendo conhecido por sua fusão com os elementos arquitetónicos ocidentais.
Entre as décadas de 1950 e 1960, a família Zheng mudou-se e a residência foi arrendada para mais de trezentas pessoas.
O governo comprou a propriedade em 2001. A Casa do Mandarim está incluída no Centro Histórico de Macau, que foi aprovado como Património Mundial da Humanidade da Organização das Nações Unidas para a Educação, a Ciência e a Cultura a 15 de julho de 2005.